# Thespesia grandiflora
Il flor de maga (Thespesia grandiflora DC.) è una pianta della famiglia delle Malvacee endemica di Porto Rico, ove è considerata il fiore nazionale.

## Descrizione
L'albero della maga cresce a un'altezza massima di 15 metri.

## Distribuzione e habitat
La specie, originariamente endemica della foresta tropicale del Yunque, si è rapidamente diffusa in tutta l'isola di Porto Rico ed è stata recentemente introdotta in alcuni paesi mesoamericani (Repubblica Dominicana, Honduras).

## Usi
Il fiore è usato come pianta ornamentale mentre il legno dell'albero, che produce un legname duraturo e robusto, è usato negli arredamenti.